# 小川邦和
小川 邦和（おがわ くにかず、1947年2月1日 - ）は、広島県福山市出身の元プロ野球選手（投手）・コーチ、解説者・評論家。

## 経歴

### プロ入り前
福山市立神村小学校時代より学校の成績はトップクラスの優等生であったが、福山市立大成館中学校卒業後は野球に打ち込む為、元太陽・金星→大映・阪急の池田善蔵が監督を務めていた尾道商業高校に進学。先進的な指導を受けてエースとなり、2年次の1963年には秋季中国大会県予選で決勝に進み、後にプロで同僚となる北川工の高橋一三を打ち崩し完封勝利。中国大会でも決勝に進み、菱川章らのいた倉敷工に延長12回サヨナラ負けを喫するが、3年次の1964年に行われる春の選抜出場を決めた。春の選抜でも独特のスリークォーター似のサイドスローから変化球を操って勝ち進み、2回戦で優勝候補であった和歌山海南高の山下慶徳に投げ勝ち完封勝利。準決勝ではエース・橋本孝志を擁する博多工と対戦し2試合目の完封を決め、決勝の相手は3完封で勝ち進んで来た尾崎正司がエースの徳島海南高であった。第1回大会を除くと史上初の初出場対決となった決勝は、初めて外野席の入場制限が出るほどの大人気となった。試合は尾道商が7回裏まで2-1でリードし、小川曰く「尾道市内をパレードしている姿が浮かんだ」が、体は既に限界を超えていて、8回表に尾崎の三塁打で同点とされると9回表にはスクイズで勝ち越しを許す。9回裏の尾道商2死満塁の逆転機に小川が一飛に終わり、2-3で敗戦して準優勝にとどまった。同年の春季中国大会では準決勝で下関商の池永正明に投げ勝ち、決勝でも柳井高を降し優勝を飾る。6月の新潟国体でも決勝に進出し、選抜で完封した博多工と対戦するが、今回は0-2で橋本に完封を喫しまたも準優勝に終わる。夏の県予選決勝では広陵高に敗れ、甲子園出場を逸した。高校同期に4番・遊撃手で南海入りした田坂正明がいる。
高校卒業後の1965年1月に早稲田大学第二文学部に入学。野球部では上級生に八木沢荘六・三輪田勝利など好投手がおり、なかなか出番が無かったが、3年次の1967年から東京六大学野球リーグに出場。4年次の1968年秋季では1年下の左腕・小坂敏彦と共に優勝に貢献したが、同季には田淵幸一に当時のリーグ新記録となる22号本塁打を打たれている。リーグ通算22試合登板、10勝5敗、防御率2.70、63奪三振。大学同期には捕手の長倉春生、内野手の蓑輪努がいた。
1969年3月に学士を取得して卒業し、翌4月に日本鋼管へ入社。1年目の同年に日本石油の補強選手として、都市対抗に出場。2回戦（初戦）では先発を任され、電電九州を7回無失点に抑え勝利投手となるが、3回戦で河合楽器に延長11回敗退。3年目の1971年も三菱自動車川崎の補強選手として都市対抗に出場し、1972年にテストを受け、ドラフト7位で読売ジャイアンツに入団。

### 現役時代
1年目の1973年から一軍に上がり、中継ぎで32試合に登板し3勝を記録する。2年目の1974年には、6月から先発としても起用され12勝4敗の好成績を挙げる。V9時代末期から第一期長嶋巨人を支え、大洋のジョン・シピンをきりきり舞いさせる“シピン殺し”で名を馳せた。3年目の1975年には高橋良昌と並ぶチームトップの53試合に登板し8勝10敗4セーブの成績を残すが、10月15日の広島戦（後楽園）でバント打球の処理を巡り守備コーチと対立し、結局罰金と謹慎処分を受け残り試合には出場できなかった。同年オフの11月8日には「東京六大学野球連盟結成50周年記念試合プロOB紅白戦」メンバーに選出され、早大の先輩である荒川博監督率いる白軍の選手として出場。1977年に30歳で退団。退団理由は「使われ方の問題。長嶋さんの野球はしっちゃかめっちゃかだった」などと話しているが、後にコーチ陣との確執と低年俸が原因と記されている。本人は後にインタビューで「巨人を退団した時点では野球を止めるつもりだった」と語っている。
1978年、元々中学生の頃からアメリカに憧れがあったという理由から単身渡米。小川自身、最初からメジャーに挑戦しようという気持ちは全く無く、野球の勉強が主眼で、英語の学習と実用が目的であった。たまたまシアトル・マリナーズのキャンプに参加できたことがきっかけで、前述のマイナーリーグに所属することになった。以後、反骨心から野球放浪を始め、メジャーリーグに挑戦。史上初の日本人メジャーリーガーである村上雅則が野球留学中にスカウトされて以降は誰も挑戦する選手はなく、周囲も暴挙と揶揄した。この時代、小川の挑戦は日本では全く報道されなかった。
現地では日本の自動車メーカーの現地販売店を経営する副社長が世話したが、この副社長は巨人時代の同僚から紹介された人物で、サンフランシスコ・ジャイアンツとも繋がりがあった。名門のジャイアンツには断られた一方、当時のマリナーズは発足2年目で日本人選手に対する先入観が無かったのか、「すぐスプリング・キャンプに来い」と言われた。キャンプ参加の話が来ただけで、実際にメジャーでプレーできるものと思い込んだ小川は「大リーガーたるもの身だしなみが肝心」と考え、所持金のほとんどを使うほどに洋服を買い揃えた。キャンプ地到着後はメル・ディディエ育成ディレクターから「ユニフォームに着替えてグラウンドへ出ろ」と言われただけで、契約の事は一言も口に出されず、マイナーの選手と一緒に練習した。3日目までキャッチボール、トスバッティング、軽いピッチングという内容であったが、3日目に打撃投手を務めた時は実力をアピールすべく、無理して速い球を投げた。4日目になってやっと、ピッチングコーチがピッチングを見てくれたが、コーチがピッチングを見た次の日にディディエが「悪いけど、空きがないから帰ってくれ」と言って終わった。その後はアメリカ政府が外国人のために無料で開放していたアダルトスクールに入学し、1年間の学生ビザを得て、秋まで滞在。英語の勉強に打ち込む傍ら、世話をしてくれた副社長の計らいにより、ジュニアカレッジで臨時コーチとして野球も継続。カレッジのリーグ戦が6月に終わると、今度はセミプロのクラブで野球を続けた。アメリカのセミプロは草野球に近いものであったが、大会になると大勢の米球団のスカウトたちが視察に訪れた。実際に小川はトーナメント大会で3試合連続完投を果たすなど大活躍し、スカウトに声をかけられた。最初にフィラデルフィア・フィリーズが来たが直前で断られ、サンバーナーディーノに一軒だけあった日本食のレストランに勤めていた女性が「ウチの旦那がスカウトを知ってるから」と、ミルウォーキー・ブルワーズのマイナーリーグのディレクター、レイ・ポイントベントを紹介してくれた。この時にポイントベントは「トウが立ってちゃ雇ってくれない。年をごまかしておけ」と勧めたため、アメリカのサイト「Baseball-Reference」では小川の生年月日が間違っている。ブルワーズは小川をテストする意味で、ロサンゼルス近郊の大学との教育リーグで投げるように指示され、小川はリリーフで2イニングを投げて無安打、無失点と結果を残すことができた。
2年目の1979年は3Aバンクーバー・カナディアンズでプレーしたが、ニューメキシコ州アルバカーキでの開幕戦は雪で延期になり、翌日の試合も高地でとんでもなく寒かった。小川は開幕戦で初登板を果たし、3点差の9回に1死一、二塁で、ペドロ・ゲレーロをショートゴロに抑えて初セーブを獲得。幸先よく結果を残せたが、段々と相手打者が調子を上げてきて、後半戦は不調となる。結局は28試合登板で1勝7敗4セーブ、防御率5点台に終わる。バンクーバーではネッド・ヨストとバッテリーを組んだほか、レン・サカタともチームメイトとなり、ヨストとサカタがリード面などを話しているのを何度も見かけた。小川はヨストと何試合かバッテリーを組んで「打たれたら自分の責任」と素直に言えるタイプということを感じていたが、ある試合で走者がいるにもかかわらずフルカウントで直球のサインを出し、「真っすぐが来ると分かっている場面で、なぜ投げないといけない。俺はノーラン・ライアンじゃねえよ」とマウンド上でヨストを怒鳴り散らしたこともあった。
3年目の1980年は2Aホールヨーク・ミラーズでプレーしたが、ホールヨーク時代は非常に調子が良く、47試合登板で6勝2敗16セーブ、防御率1.96とリリーフとして好成績を挙げた。貴重な抑えとして活躍し、来シーズンの3A再昇格も有望視される。新聞に「あいつに投げられたら打てない」とコメントする選手もいたほどであり、チームメイトも「クニ、おまえは今すぐ行ってもメジャーリーグでやれる。来年はメジャーリーグで契約してくれるかもしれない」と言われて、自身もその気になったが、チームからは「来年は契約しない」と言われ帰国することにした。小川の後、日本プロ野球を引退してメジャー挑戦した日本人選手は1985年の江夏豊がいるが、その後は1995年の野茂英雄まで10年のブランクが開いた。
1981年に帰国し、広島東洋カープに移籍。広島とブルワーズの話し合いもトレードマネー6000ドルで話がつき、古葉竹識監督も「巨人時代を知っているが味のあるピッチングを見せていた。アメリカでの体験を生かしてくれたらこれまでのウチにはなかった大きな力が期待できそう」と太鼓判を押した。1983年までプレーしたが、1年目に3勝を挙げたきりでその後の2年は勝敗もつかなかった。広島側は小川の選手生命が終わった後も野球の知識が豊富な通訳、アメリカ向けスカウトとして多面的に使う予定があったが、1983年退団。1984年にはメキシコに渡ってリーガ・メヒカーナ・デ・ベイスボルのアグアスカリエンテス・レイルロードメンでプレーし、29試合に登板して10勝11敗・防御率5.72の成績を残し、開幕投手も務めている。ウィンターリーグのリーガ・メヒカーナ・デル・パシフィコにも参加し、オブレゴン・ヤキスに所属したが、同年限りで現役を引退。

### 引退後
引退後は日刊スポーツ評論家（1985年 - 1993年）・千葉テレビ「CTCダイナミックナイター」解説者（1988年 - 1993年）を経て、千葉ロッテマリーンズ一軍投手コーチ（1994年）→二軍投手コーチ（1995年）、文化放送「ライオンズナイター・ホームランナイター」・NHK衛星第1テレビジョン解説者（1996年）、三星ライオンズ投手コーチ（1997年 - 1998年）を務めた。その後は横浜ベイブルースコーチ、2001年からはフロリダ・マーリンズ→ピッツバーグ・パイレーツの極東スカウト、2004年からは「サッポロライオン」社員寮の寮長も務めた。プロ野球マスターズリーグにも参加しながら東京都内でシニアリーグの指導にもあたり、日刊ゲンダイと契約して巨人の記事にコメントを寄せていた。
早大第二文学部卒業のインテリらしく、現役時代から読書家として知られ、自宅にはサルトルなどの哲学書をはじめ、傾倒していた坂口安吾やアーサー・ミラーなどの小説、また学術書や英語の書物が山積みになっており取材で自宅を訪れた作家の岩川隆は仰天したという。また、テレビの英語会話講座への出演経験もあるインテリで、野球選手にしては一風変わっていた。
2007年3月に玉川大学文学部教育学科（通信教育部）を卒業して高等学校英語科教職免許を取得すると、2008年4月1日付で大分県・柳ヶ浦高校で61歳にして新任の英語教師となる。ソフトバンクの王貞治監督からは、スラングばかり教えるなよと釘を刺されたという。英語は高校時代から好きで、「甲子園に出ていなければ総合商社に入って海外で仕事がしたかった夢を、今若い世代に伝えようとしている」という。2009年には九州総合スポーツカレッジ投手コーチを務めた。2010年3月に、教員採用から2年が経過したことで高校野球の指導資格を回復。元々プロ引退後に高校野球の指導者となることは1980年代から考えていたが、当時は資格回復には「教員経験10年」が必要だったことから半ばあきらめていたところ、後に年数が短縮されたことで資格回復に前向きになった、と語っている。同年10月から2011年始めには神奈川高等学院で不登校の生徒を相手に英語を教え、2013年には母校・尾道商で臨時コーチを務めた。

## 詳細情報

### 年度別投手成績
| 年 度     | 球 団     | 登 板 | 先 発 | 完 投 | 完 封 | 無 四 球 | 勝 利 | 敗 戦 | セ 丨 ブ | ホ 丨 ル ド | 勝 率 | 打 者 | 投 球 回 | 被 安 打 | 被 本 塁 打 | 与 四 球 | 敬 遠 | 与 死 球 | 奪 三 振 | 暴 投 | ボ 丨 ク | 失 点 | 自 責 点 | 防 御 率 | W H I P |
| --------- | --------- | ----- | ----- | ----- | ----- | -------- | ----- | ----- | -------- | ----------- | ----- | ----- | -------- | -------- | ----------- | -------- | ----- | -------- | -------- | ----- | -------- | ----- | -------- | -------- | ------- |
| 1973      | 巨人      | 32    | 0     | 0     | 0     | 0        | 3     | 0     | --       | --          | 1.000 | 231   | 57.2     | 50       | 12          | 16       | 1     | 0        | 34       | 1     | 0        | 23    | 21       | 3.28     | 1.14    |
| 1974      | 巨人      | 42    | 5     | 2     | 1     | 0        | 12    | 4     | 0        | --          | .750  | 417   | 102.1    | 86       | 15          | 38       | 3     | 4        | 73       | 1     | 0        | 44    | 43       | 3.78     | 1.21    |
| 1975      | 巨人      | 53    | 9     | 3     | 1     | 0        | 8     | 10    | 4        | --          | .444  | 543   | 129.2    | 121      | 13          | 38       | 3     | 7        | 62       | 4     | 0        | 65    | 54       | 3.75     | 1.23    |
| 1976      | 巨人      | 36    | 1     | 0     | 0     | 0        | 3     | 2     | 1        | --          | .600  | 282   | 68.2     | 71       | 13          | 13       | 1     | 3        | 32       | 0     | 0        | 28    | 25       | 3.28     | 1.22    |
| 1977      | 巨人      | 9     | 1     | 0     | 0     | 0        | 0     | 1     | 0        | --          | .000  | 62    | 14.0     | 15       | 4           | 6        | 0     | 1        | 11       | 0     | 0        | 10    | 10       | 6.43     | 1.50    |
| 1981      | 広島      | 37    | 0     | 0     | 0     | 0        | 3     | 3     | 4        | --          | .500  | 217   | 51.2     | 49       | 5           | 16       | 3     | 0        | 21       | 2     | 0        | 24    | 21       | 3.66     | 1.26    |
| 1982      | 広島      | 27    | 0     | 0     | 0     | 0        | 0     | 0     | 0        | --          | ----  | 100   | 25.2     | 24       | 3           | 6        | 2     | 0        | 12       | 0     | 0        | 15    | 15       | 5.26     | 1.17    |
| 1983      | 広島      | 12    | 0     | 0     | 0     | 0        | 0     | 0     | 0        | --          | ----  | 51    | 11.1     | 15       | 4           | 3        | 1     | 0        | 7        | 0     | 0        | 8     | 7        | 5.56     | 1.59    |
| 通算：8年 | 通算：8年 | 248   | 16    | 5     | 2     | 0        | 29    | 20    | 9        | --          | .592  | 1903  | 461.0    | 431      | 69          | 136      | 14    | 15       | 252      | 8     | 0        | 217   | 196      | 3.83     | 1.23    |

### 記録
- 初登板：1973年4月22日、対大洋ホエールズ2回戦（川崎球場）、8回裏に3番手で救援登板・完了、1回1失点
- 初奪三振：同上、8回裏に江藤慎一から
- 初勝利：1973年5月27日、対大洋ホエールズ8回戦（川崎球場）、1回裏無死に2番手で救援登板、4回2/3を3失点
- 初先発・初先発勝利：1974年6月16日、対大洋ホエールズ10回戦（後楽園球場）、7回1失点
- 初完投勝利：1974年8月9日、対広島東洋カープ16回戦（後楽園球場）、9回4失点
- 初完封勝利： 1974年8月20日、対広島東洋カープ19回戦（広島市民球場）
- 初セーブ：1975年6月7日、対広島東洋カープ8回戦（広島市民球場）、9回裏に3番手で救援登板・完了、1回無失点
- 初登板で対戦した第1打者に被本塁打 ※セ・リーグ4人目

### 背番号
- 45 （1973年 - 1977年）
- 29 （1981年 - 1983年）
- 83 （1994年）
- 72 （1995年）